# تورا-سان، دلال ازدواج
تورا-سان، دلال ازدواج (انگلیسی: Tora-san, the Matchmaker) یک فیلم کمدی ژاپنی محصول ۱۹۷۹ به کارگردانی یوجی یامادا است. این فیلم بیست و سومین فیلم از مجموعه محبوب و طولانی‌مدت اوتوکو وا تسورای یو است.

## خلاصه
توراجیرو که برای دستفروشی به هوکایدو آمده‌است، با دختر جوانی به نام «هیتومی»  (کائوری موموئی) آشنا می شود که به تنهایی با ماشین خود سفر می‌کند و او را سوار ماشینش می‌کند. توراجیرو محبت خود را نشان می‌دهد و می‌گوید: «نباید یک غریبه را به این راحتی به داخل ماشین دعوت کنی. اگر او پسر بدی باشد چه؟» هیتومی قرار است با مردی ازدواج کند. تورا سان «هیتومی» مردد را برای این ازدواج متقاعد می‌کند.

## ارزیابی انتقادی
تورا-سان، دلال ازدواج سومین فیلم برتر باکس آفیس ژاپن در سال ۱۹۷۹ بود. مدخل بعدی سریال، «رؤیای بهاری تورا-سان» (همچنین ۱۹۷۹)، کیوشی آتسومی در مراسم جایزه آکادمی فیلم ژاپن نامزد دریافت جایزه بهترین بازیگر مرد شد. در همان مراسم چیکو بایشو برای هر دو فیلم نیز نامزد بهترین بازیگر نقش مکمل زن شد. استوارت گالبریث چهارم می‌نویسد یکی از لذت‌های تورا-سان، دلال ازدواج در بازی بازیگر سرشناس میچیو کوگوره در یکی از آخرین نقش‌هایش است.